# Villamarciel
Villamarciel es una Entidad Local Menor española perteneciente al municipio de Tordesillas, en la provincia de Valladolid, comunidad autónoma de Castilla y León. Se sitúa a 23 km de Valladolid y a 10 km de Tordesillas.
Su población asciende a 291 habitantes, según padrón municipal del 1 de enero de 2024.   
La localidad tiene una gran accesibilidad, esta conectada con los principales núcleos de  población por la A-62/ E-80. Y se une a la red de carreteras comarcales de Valladolid, con los demás pueblos de la provincia por la VA-VP-9802.    
Villamarciel es limítrofe de los municipios de San Miguel del Pino y Geria. A su vez limita con Pedroso de la Abadesa, aunque no hay límites territoriales con esta pues también esta adscrita a Tordesillas.  
Esta pequeña localidad, cuenta con todos los servicios: bar, tienda, carnicería, gasolinera, casas rurales… y además, se encuentra en un momento de remodelación total de sus infraestructuras: teatro, polideportivo, ayuntamiento, biblioteca…  
Villamarciel se encuentra ubicado en un lugar privilegiado, y tiene la suerte de contar con la confluencia de los ríos Pisuerga y Adaja en el Duero, a muy poca distancia de su casco urbano.   
Se trata de una localidad en auge, con una gran demanda de Vivienda y terrenos por situación idónea y la riqueza paisajística de su entorno.   
Villamarciel celebra dos fiestas patronales al año en honor a San Felipe y Santiago en mayo y a la Virgen de las Nieves en agosto, con sus días grandes el 1 de mayo y el 5 de agosto.   
Tras las últimas elecciones celebradas el 28 de mayo de 2023, la candidatura de la Agrupación de Electores por Villamarciel, encabezada por el actual alcalde, Gonzalo González Sánchez, se impuso a la candidatura del Partido Popular, encabezada por el alcalde de Tordesillas, Miguel Ángel Oliveira Rodríguez, con 138 votos frente a 63 votos, de un total de 205 votos emitidos y de un censo de 237 votantes.        

## Toponimia
El topónimo deriva del nombre personal Marcêllus.

## Geografía
Villamarciel está situada aproximadamente a una altitud de 680 ms. 
El pueblo se encuentra entre varias vegas del río Duero, una es la vega de Aniago, lugar en el que se cree que puede haber mosaicos de época romana y en esta vega se localiza a su vez la antigua central eléctrica, y la vega de Villamarciel que es donde se encuentra el pueblo. Hacia el lado contrario, en el lado oeste, se localiza la parte más alta del territorio, pasada la autovía de castilla, se encuentra el Teso de Valdelamadre, un cerro que no supera los 840 ms, y cuyo pico más alto es el Valdelamadre con 836 ms, aunque esta zona se encuentra entre las dos poblaciones circunscritas a Tordesillas, Pedrosa de la Abadesa y Villamarciel.  
Por su territorio discurre el río Duero. También se localiza en esta entidad la desembocadura del río Pisuerga en el río Duero, así como la desembocadura del Adaja también en el río Duero.

## Historia

### Edad Antigua
Sobre esta etapa se tiene constancia de varios lugares en los que podría haber restos romanos, en la vega de Aniago, aunque aún no se han encontrado.

### Edad Media
Durante la Edad Media estaba integrada en la Merindad del Infantazgo de Valladolid (en castellano antiguo citada como: Meryndat del Infantadgo de Ualladolid) una división administrativa de la Corona de Castilla,  cuya descripción figura en el libro Becerro de las Behetrías de Castilla, redactado por las Cortes de Valladolid de 1351, cuando el estamento de los hidalgos solicitó al rey Pedro I la desaparición de las behetrías mediante su conversión en tierras solariegas. 
Además se sabe del pueblo que formó parte de la zona de la batalla de simancas, y esto ha dado en la celebración de la victoria de esta batalla.
Sobre edificaciones construidas en esta época, se atribuye las primeras construcciones de la iglesia, que se atribuye a 1345. 
El poblado de Villamarciel fue vendido dos veces, una en 1559 y otra 1656, para la recaudación de dinero. 

### Edades Moderna y Contemporánea
El siglo XIX, fue un periodo de mucha importancia, alrededor de 1808, un conjunto de tropas napoleónicas se asentaron entre Villamarciel y las ventas de Geria, estas tropas saquearon y prácticamente despoblaron el asentamiento. Además se sabe de muchas historias que acaecieron durante el período en el que los franceses se asentaron en Villamarciel, e hicieron de la parroquia su cuartel General, durante la guerra de independencia española.
Así se describe a Villamarciel en la página 180 del tomo XVI del Diccionario geográfico-estadístico-histórico de España y sus posesiones de Ultramar, obra impulsada por Pascual Madoz a mediados del siglo XIX:

VILLAMARCIEL

Villa con ayuntamiento en la provincia, audiencia territorial, capitanía general y diócesis de Valladolid (4 leguas), partido judicial de La Mota del Marqués (4).
Situada a las márgenes del río Duero, con buena ventilación y clima sano.
Tiene 12 casas y una iglesia parroquial (Nuestra Señora de las Nieves), servida por un cura y un sacristán.
Confina el término con los de Geria, Villanueva, San Miguel del Pino y Tordesillas.
El terreno es de buena calidad y bastante fértil; tiene un pinar.
Caminos: los locales, en mediano estado.
Correo: se recibe y despacha en Tordesillas.
Producciones: cereales, legumbres, hortalizas, frutas y buenos pastos, con los que se mantiene ganado lanar y mular.
Población: 4 vecinos, 21 almas.

Capital productivo: 161.590 reales. Imponible: 16.159.

En cuanto al siglo XX, no hay acontecimientos de gran importancia, más que la construcción de varias acequias y una central eléctrica a orillas del duero. Además, en los años 60 se restauró la iglesia.

## Demografía
La demografía de este pueblo, Villamarciel, ha sido muy heterogénea a lo largo del tiempo, teniendo momentos de total despoblación, a pesar de ser un lugar con gran historia, y otros de bonanza demográfica llegando a superar los 300 habitantes.
La primera vez que la población de Villamarciel fue nombrada oficialmente, fue en el censo de los Millones en 1591, con el fin de recaudar 8 millones de ducados a través del pago de impuestos extraordinarios, en este censo se dice que Villamarciel contaba con tan solo 9 habitantes.
En 1773 se publica de nuevo la población, en el tomo 11 del censo de Aranda, se explicaba la población, por edad, sexo y por estado. En este momento había 61 habitantes en total. La siguiente tabla, muestra la publicación del pueblo en el censo dividida por categorías:
|                   | Hasta 7 años       | 7-16 años          | 16-25 años | 25-40 años | 40-50 años | >50 años | total    |
| ----------------- | ------------------ | ------------------ | ---------- | ---------- | ---------- | -------- | -------- |
|                   | Hombres \| Mujeres | Hombres \| Mujeres | H \| M     | H \| M     | H \| M     | H \| M   | H \| M   |
| Solteros          | 6 \| 5             | 11 \| 3            | 4 \| 4     | 4 \| 4     | 4 \| 0     | 0 \| 0   | 29 \| 16 |
| Casados           | 0 \| 0             | 0 \| 0             | 1 \| 1     | 0 \| 3     | 4 \| 3     | 3 \| 1   | 8 \| 8   |
| Total             | 6 \| 5             | 11 \| 3            | 5 \| 5     | 4 \| 7     | 8 \| 3     | 3 \| 1   | 37 \| 24 |
| (Hombres+Mujeres) | 11                 | 14                 | 10         | 11         | 11         | 4        | 61       |

De nuevo en 1842 se vuelve a citar la población de Villamarciel  en datos del INE, en este año había 21 habitantes en 4 hogares. Como se puede apreciar, la población descendió mucho, un total de 40 habitantes aunque las razones son muy inexactas, aunque pueden estar relacionadas con la guerra de independencia y el paso de las tropas napoleónicas por el pueblo.
16 años después, en 1858, los habitantes de la población ascienden a 102, dándose un gran crecimiento en estos años, seguramente debido a la inmigración desde otros pueblos cercanos, promovido por el poco valor de las tierras de cultivo.
No es hasta 1933 cuando se vuelve a saber sobre la población de Villamarciel en el nomenclátor de 1933, entonces tenía  155 habitantes y 36 edificios.
Y 20 años después se hace un nuevo nomenclátor el de 1950, para entonces la población de Villamarciel era de 276 habitantes y un total de 70 edificios.
En 2010 la población de Villamarciel alcanzó lo que se cree como el máximo histórico de la población, 316 habitantes.
En último lugar, encontramos la población de 2019 en el INE con 276 habitantes.

A continuación se muestra un gráfico con los cambios en la población de Villamarciel a lo largo del tiempo.

## Cultura
Villamarciel cuenta con una iglesia venerada a Nuestra Señora de las Nieves. Dicho templo data del siglo XX, excepto su torre, que tiene mayor antigüedad. Cuenta también con una fuente medieval y unas salinas también medievales.  